# Bjarni Friðriksson
Bjarni Ásgeir Friðriksson (29 maggio 1956) è un ex judoka islandese.

## Biografia
Nato nel 1956, ha rappresentato per 4 volte l'Islanda ai Giochi olimpici: a Mosca 1980 è uscito ai quarti di finale contro il cubano Rolando José Tornés, a Seul 1988 agli ottavi contro il brasiliano Aurélio Miguel, a Barcellona 1992 è arrivato 21º, mentre alle sue seconde Olimpiadi, quelle di Los Angeles 1984, ha vinto una medaglia di bronzo, battuto in semifinale dal brasiliano Douglas Vieira, ma vittorioso contro l'italiano Juri Fazi nella sfida per una delle 2 medaglie di bronzo, diventando così il secondo del suo Paese a vincere una medaglia olimpica, dopo Vilhjálmur Einarsson, argento nel salto triplo a Melbourne 1956. Sia a Seul 1988 che a Barcellona 1992 è stato portabandiera islandese.
Ha partecipato ai Mondiali di Maastricht 1981 e Belgrado 1989, chiudendo in entrambi i casi 7º.
Ha ottenuto gli stessi risultati agli Europei, con dei settimi posti a Belgrado 1986, Francoforte sul Meno 1990 e Parigi 1992 e un 5º a Helsinki 1989.
Nel 1990 è stato premiato come atleta Islandese dell'anno. 
Si è ritirato a 40 anni, nel 1996.

## Palmarès

### Giochi olimpici
- 1 medaglia:
  - 1 bronzo (95 kg a Los Angeles 1984)